# Чоботово
Чобото́во (рос. Чоботово) — присілок у складі Тотемського району Вологодської області, Росія. Входить до складу П'ятовського сільського поселення.

## Населення
Населення — 19 осіб (2010; 16 у 2002).
Національний склад (станом на 2002 рік):
- росіяни — 100 %